# Alireza Nejati
Alireza Ayat Ollah Nejati (in persiano علیرضا نجاتی‎; Qom, 12 novembre 1998) è un lottatore iraniano, specializzato nella lotta greco-romana. Vincitore della medaglia di bronzo ai mondiali di Nur Sultan 2019 nel torneo dei 60 chilogrammi. Ha rappresentato l'Iran ai Giochi olimpici estivi di Tokyo 2020, terminando al decimo posto in classifica nel torneo dei -60 kg, dopo essere stato estromesso agli ottavi dall'armeno Armen Melikyan.

## Palmarès
- Mondiali

Nur Sultan 2019: bronzo nei 60 kg.
- Mondiali junior

Trnava 2018: bronzo nei 60 kg.
- Campionati asiatici junior

Manila 2016: bronzo nei 50 kg.
Nuova Delhi 2018: argento nei 60 kg.
- Mondiali cadetti

Snina 2014: bronzo nei 42 kg.